# Bernard SIMB V-2
Dimensions
Le Bernard V-2 est un avion de course français des années 1920, conçu par la Société industrielle des métaux et du bois (SIMB) pour participer à la Coupe Louis de Beaumont de 1924. Succédant à la Coupe Deutsch de la Meurthe, c'est une nouvelle épreuve de vitesse pure sur base proposée en 1923, dotée d’un prix de 200 000 francs, destinée au premier constructeur aéronautique capable de remporter à deux reprises consécutives l’épreuve de vitesse, qui consiste en un circuit de 50 km à boucler six fois, soit 300 km, une distance qu’on doit couvrir en moins d’une heure dix minutes.